# Terraria
Terraria este un joc video action-adventure sandbox lansat de studioul de jocuri Re-logic. Jocul are ca scop explorarea, confecționarea uneltelor, construcția diferitelor structuri și lupta cu diferite creaturi generate în lumea 2D.
Jocul a fost lansat în 16 mai 2011 și a vândut în prima sa zi 50,000 de copii. A avut 17.000 de jucători conectați simultan în prima zi a lansării. În prima săptămână a lansării au fost vândute 200.000 de copii, clasându-l drept cel mai vândut joc pe Steam al săptămânii, fiind deasupra jocurilor Portal 2 și The Witcher 2. A rămas cel mai vândut joc timp de 6 zile.

## Jocul
Terraria este un joc 2D de tip sandbox al cărui stil de joc presupune explorarea, confecționarea uneltelor, construirea, lupta, supraviețuirea și obținerea resurselor, activități disponibile atât în singleplayer cât și în multiplayer. Jocul are un stil grafic 2D care amintesc de vechile jocuri bazate pe grafică de tip 8 biți sau 16 biți, ca cele din SNES. Terraria a ieșit în evidență datorită similitudinilor sale cu Minecraft și Metroid.
Jocul începe într-o lume generată aleatoriu care plasează jucătorii cu câteva unelte de început și un personaj non-jucabil (NPC) care îi ghidează la începutul jocului. Lumea jocului este alcătuită din straturi de blocuri cu care jucătorul poate interacționa. O bună parte din resurse, precum minereuri de metale se găsesc explorând peșterile lumii jocului. La început, jucătorul începe cu 100 puncte de viață și 20 puncte de mana, puncte pe care le poate crește pe parcursul jocului prin obținerea a diferite obiecte. Diferite tipuri de resurse se pot găsi în diferite locații ale lumii, depozitate în cufere obișnuite sau rare. Alte obiecte pot fi obținute doar prin înfrângerea inamicilor, printr-un sistem bazat pe șansă. Pentru a progresa, jucătorul trebuie să folosească resursele pentru a obține diferite obiecte consumabile și de echipament, îmbinându-le la diferite stații de lucru, specifice fiecărui obiect. Spre exemplu, mese, scaune și uși se pot realiza la un banc de lucru (în joc: workbench), lingouri ale diferitelor metale se obțin prin topirea lor la un furnal (în joc: furnace), iar ulterior pot fi folosite pentru a crea arme și armuri la o nicovală (în joc: anvil). Un număr mare de obiecte se obțin secvențial pe parcursul jocului, chiar folosind obiecte obținute anterior pentru a crea obiecte noi. Numărul mare de combinații ale obiectelor se datorează și numărului total de obiecte din Terraria, care a ajuns în urma actualizării software 1.4.3 la 5124. Jocul este în sine cunoscut pentru numărul mare de obiecte, dar și pentru faptul că dezvoltatorii actualizează jocul constant, adăugând conținut.
Jucătorul poate întâmpina un număr considerabil de inamici pe parcursul jocului, a căror prezență variază de un număr de factori printre care timpul zilei, locația și evenimente aleatorii. Pentru a lupta, jucătorul poate folosi săbii, buzdugane, arcuri cu săgeți, arme de foc, biciuri, vrăji magice, jucării yoyo și creaturi invocate de jucător. Pe lângă inamicii comuni prezenți în joc, există și inamici de tip boss care se folosesc de mecanici de luptă specifice fiecăruia, beneficiază de puncte de viață mai multe decât inamicii oarecare și pot avea asupra lor obiecte distincte pe care jucătorul le obține doar după ce inamicul de tip boss a fost înfrânt. Aceștia apar în joc doar dacă se folosesc obiecte speciale folosite pentru a-i invoca sau când anumite condiții sunt împlinite. Înfrângerea inamicilor de tip boss este în strânsă legătură cu progresul direct al jocului, exceptând câțiva inamici de tip boss opționali. Jocul trece în modul greu (în joc: hardmode) după ce învinge un anumit inamic de tip boss. Acest mod de joc adaugă conținut nou lumii de joc existente, de la obiecte, până la inamici noi și personaje non-jucabile (NPCs).
Îndeplinind obiective specifice fiecăruia, precum înfrângerea unui anumit inamic de tip boss sau obținerea unui obiect anume, jucătorul poate atrage alte personaje non-jucabile care să inhabiteze structuri construite anterior de jucător. Printre aceștia enumerăm asistenta (în joc: nurse), comerciantul (în joc: merchant) sau vrăjitorul (în joc: wizard). Unele personaje non-jucabile sunt găsite aleatoriu pe hartă și vor locui în structurile create de jucător după ce au fost găsite. Jucătorul pot face comerț cu personajele non-jucabile sau pot achiziționa anumite servicii de la ele, folosind monede care se găsesc în lume, se obțin de la inamici sau se obțin din vânzarea altor obiecte. Jocul dispune de un număr mare de medii, cu seturi de inamici, obiecte și blocuri specifice fiecăruia. Trei tipuri de medii, anume Corruption, Crimson și Hallow se răspândesc ușor către blocurile adiacente dacă jucătorul nu stopează această răspândire.
Modurile de joc ”Expert” și ”Master” potențează provocările jocului, adăugând o inteligență artificială crescută inamicilor, dar și adăugând statistici (puncte de viață, puncte de atac) acestora. Modul de joc Aventură (în joc: Journey) permite jucătorilor să replice obiectele, să modifice dificultatea lumii, vremea și ora.

## Dezvoltare și lansare
Terraria a fost dezvoltat de Re-Logic, dezvoltarea lui începând în Ianuarie 2011 și fiind bazat pe platforma Microsoft XNA și scris în C#. Re-Logic era format din Andrew Spinks, care a modelat și programat jocul, Finn Brince, care împreună cu Spinks a realizat grafica jocului și Jeremy Guerette, care a fost asistent de producție la Re-Logic, dar a părăsit echipa la puțin timp după. Muzica a fost compusă de Scott Lloyd Shelley în studioul Ressonance Array. Jocul a fost lansat pe 16 Mai 2011 pentru sistemul de operare Microsoft Windows, urmând ca în Decembrie 2011 să fie actualizat la versiunea 1.1, adăugând elemente noi de conținut jocului. Actualizarea a îmbunătățit de asemenea și felul în care era generată lumea și mecanica prin care funcționa lumina în joc. În Februarie 2012, dezvoltatării anunțau că nu vor mai continua dezvoltarea jocului, dar vor reveni cu o ultimă actualizare care va adresa erorile jocului. Cu toate astea, dezvoltarea jocului a continuat în 2013, când Andrew Spinks a întrebat comunitatea despre idei pe care le-ar putea include în actualizări viitoare. 
În Septembrie 2012, Spinks făcea public faptul că Engine Sofwtare și 505 Games sunt cele două studiouri de jocuri responsabile de publicare jocului pentru Xbox 360 respectiv Playstation 3. Jocul a fost lansat pe Xbox 360 și Xbox Live Arcade pe 27 Martie 2013. Versiunea pentru Playstation 3 a fost lansată prin Playstation Network în America de Nord pe 26 Martie 2013 și în Europa și Australia pe 15 Mai 2013. La scurt timp după lansare inițială, 505 Games au anunțat Terarria pentru PlayStation Vita; a fost ulterior lansat pe 16 Decembrie 2013. Pe 13 Mai 2013, 505 Games au anunțat o versiune de Terraria pentru telefoane mobile, portată de studioul olandez Codeglue pentru Android, iOS și Windows Phone. A fost lansat pe iOS pe 29 August 2013 și pentru Android pe 13 Septembrie 2013. Versiunea pentru Windows Phone a fost disponibilă pe 12 Septembrie 2013. 
În octombrie 2013, Re-Logic a lansat versiunea 1.2 pentru Terraria pe Windows. Actualizarea a implementant mecanici noi, schimbări în stilul de joc și actualizări grafice. După actualizarea 1.2, jocul a continuat să primească actualizări permanente. Versiunile de console și telefon mobil au primit actualizarea în 2014. Terraria a fost lansat pe GOG.com pe 2 Octombrie 2014. O versiune descărcabilă a jocului Terraria a fost lansată pe Playstation 4 pe 11 Noiembrie 2014 și pentru Xbox One pe 14 Noiembrie 2014. În Septembrie 2014, Re-Logic au anunțat că jocul va fi disponibil pentru macOS și Linux. Ambele au fost lansate pe 12 August 2015. Versiunea de Nintendo 3DS a fost lansată prin Nintendo eShop pe 10 Decembrie 2015. O versiune a jocului pentru Wii U a fost lansată în Iunie 2016.
Versiunea 1.3 a fost lansată pe 30 iunie 2015, adăugând mai multe obiecte, evenimente, inamici normali și de tip boss și caracteristici ale stilului de joc. Actualizarea a fost lansată pe console în 12 Decembrie 2017 și pentru telefoane mobile pe 27 August 2019. În Iulie 2016, 505 Games au anunțat că Engine Software și Codeglue nu vor mai participa pe versiunile de console și telefon mobil, respectiv. Au anunțat de asemenea că un nou studio, Pipeworks, vor prelua dezvoltarea pentru aceste versiuni. O versiune pentru Nintendo Switch, portată de 505 Games a fost lansată pe 27 Iunie 2019. În decembrie 2018, 505 Games au anunțat că dezvoltarea pentru actualizarea 1.3 pe telefoane mobile va fi preluată de DR Studios, cu scopul de a ajuta Pipeworks să se concentreze pe portarea către Nintendo Switch. În August 2020, Re-Logic au anunțat că dezvoltarea pentru console și Switch vor fi preluate integral de DR Studios.
Ce-a de-a patra actualizare, denumită Journey's End a fost lansată pe 16 Mai 2020, cea de-a noua aniversare a jocului. Conform celorlalte actualizari, a implementat obiecte noi, inamici, moduri diferite de dificultate și alte caracteristici de joc.
La începutul lui Februarie 2021, Andrew Spinks a anunțat că va anula portarea către platfroma Google Stadia din cauza suspendării contului de Google al Re-Logic și al lui Andrew Spinks timp de trei săptămâni fără vreun anunț prealabil. A anunțat de asemenea că Re-Logic nu va mai colabora cu Google pe viitor, afirmând ”Nu doresc să fiu asociat cu o companie care își apreciază atât de puțin partenerii și clienții. A avea de a face cu Google este o lipsă de responsabilitate”. A anunțat mai târziu că versiunile jocului pe Android, respectiv Google Play nu vor avea de suferit. Mai târziu în acea lună, Google au contactat Re-Logic cu privire la închiderea conturilor, oferind explicații și asigurând transparență, ulterior deschizând conturile, în concluzie Re-Logic au anunțat că plănuiesc în continuare să lanseze jocul pe Stadia, lucru care s-a întâmplat pe 18 Martie 2021. 
O actualizare din Martie 2021 a adăugat sprijin direct pentru a împărtăși pachete de resurse, lumi de joc și personaje direct prin Steam Workshop. Aplicația tModLoader este încă folosită pentru a pune la dispoziție și instala modificări ale jocului create de utilizatori.
Pe 21 Octombrie 2021 a fost anunțat pe contul oficial de Twitter al Terraria că o nouă actualizare va avea loc și va adăuga conținut din jocul video dezvoltat independent, Don't Starve Together. Acesta va primi și el la rândul său conținut din Terraria. Ambele actualizari au fost lansate pe 18 Noiembrie 2021.

### Continuări ale jocului
În Octombrie 2013, Spinks a anunțat că plănuiește să dezvolte  Terraria 2, afirmând că va fi considerabil de diferit de jocul original. Terraria: Otherworld a fost de asemenea un joc care avea să fie în universul Terraria, și a fost anunțat în Februarie 2015, cu mențiunea că va fi lansat mai târziu în același an. Otherworld avea ca scop curățarea biomului Corruption de către jucător, scop care avea să fie îndeplinit prin activarea a varii ”turnuri de purificare” (en: purifying towers) care resping răspândirea biomului. Otherworld ar fi inclus mai multe elemente de strategie și joc de rol, cum ar fi cele din jocurile de tip tower defense, și ar facilita de asemenea și o poveste clară. În Aprilie 2017, Re-Logic au anunțat că fostul partener de dezvoltare, Engine Software, va fi înlocuit cu un alt studio, Pipeworks, din cauza faptului că jocul este în urmă cu programul. În Aprilie 2018, Re-Logic au anunțat că jocul a fost anulat din cauza faptului că dezvoltatorii nu au fost mulțumiți de forma pe care o ia jocul, iar aceștia nu doresc să grăbească lansarea unui produs de slabă calitate.

## Părere generală
Terraria a primit în general păreri favorabile de la critici, conform Metacritic. O recenzie a Destructoid subliniază că Terraria este ”plin de profunzime”. O altă recenzie subliniază integrarea în Terraria a unor concepte din Minecraft, dar în două dimensiuni. GameSpot a apreciat modul de explorare din joc și simțul de împlinire, dar a criticat lipsa de direcții clare. IGN a apreciat jocul, menționând că Terraria ”lărgește conceptul de familiaritate al unui joc sandbox, cu un accent pronunțat pe luptă și aventură”. Terraria a primit locul #1 în 2011 Indie of the year Player Choice al site-ului IndieDB. De menționat este că Terraria a fost descris drept o clonă a Minecraft de varii publicații orientate spre jocurile video.
Terraria a vândut peste 200,000 de copii în puțin peste o săptămână de la lansare și 432,000 de copii în prima lună. Până în Iunie 2015, peste 12 milioane de copii ale jocului Terraria fuseseră vândute pe toate platformele, numărul crescând până la 35 de milioane până la finalul anului 2020, cu 17,2 milioane de copii pe PC, 8.5 milioane pe console și 9.3 milioane pe platforme mobile.